# 최숙현
최숙현(崔淑賢, 1998년 6월 8일 ~ 2020년 6월 26일)은 대한민국의 트라이애슬론 선수이다. 본관은 전주(全州)이다.

## 생애
경상북도 칠곡군 기산면에서 태어났고, 초등학생 때 수영을 시작해, 2009년에 경상북도 대표로 활약했으며, 트라이애슬론 선수로는 경주시청 트라이애슬론팀에 입단했으며 구타 및 가혹행위로 인해 부산광역시체육회로 소속을 옮겼고 2020년 6월 26일 스스로 목숨을 끊었다. 자살을 하기 전에 엄마와 카톡을 하면서 가해자 처벌을 엄마에게 부탁하면서 엄마가 무슨 일이냐고 하면서 걱정하는 모습이 담긴 대화 메시지가 공개되었다.

## 학력
- 약동초등학교 졸업
- 석전중학교 졸업
- 경북체육고등학교 졸업

## 자살 관련
악플에 시달리다가 목숨을 앗아간 일본의 전직 프로레슬러 선수인 기무라 하나와 달리 팀내에서의 폭행, 구타 등에 압박을 받아 자살로 시달리는 사례가 있던 것으로 보인다. 2013년 당시 한국방송공사(이하 KBS)의 보도에 의하면, 최고의 철인이 되겠다며 꿈과 희망을 이야기했다고 하였으나, 반복적인 가혹 행위로 고통을 겪었지만 가해자들의 뻔뻔한 태도와 체육회 등의 미온적이고 뒤늦은 대처로 끝내 세상을 등져 안타까움을 더하고 있었다. 그래서 가해자들의 뻔뻔한 태도에 절망한 것으로 나와 있다.
더욱이 이 사건이 체육계에 큰 비판이 일게 되는 등 경찰, 대한체육회, 협회 등의 요청을 구하려고 하였으나 이들로부터 외면당하게 하는 등 사태가 심각해지면서 그제야 뒤늦은 사태를 수습하기 위해 수영 선수 출신의 최윤희 문화체육관광부 제2차관이 대한체육회를 방문하면서 자신의 기자 회견에 따르면, "안타까운 죽음에 대해 선수 출신으로서, 체육 행정을 담당하는 2차관으로서 누구보다 마음 아프게 생각된다. 특별조사단을 발족시켜서 철저히 원인 규명을 하고 다시는 이런 일이 재발시키지 않도록 대책을 마련할 예정이다."라고 말하게 되었다.
이 사태가 체육계에서의 대형 폭력 사태와도 직결되어 있는 것으로 드러나고 있어, 급기야 청와대에서도 관련된 청원 글들까지도 올라오기도 하였다.
그 후 최숙현 자살 사후 대책을 마련하기 위한 국회 청문회까지도 치렀지만 가해자가 국회 청문회에 출석한 가해 선수 1명만 유일하게 참석하였으나 나머지는 아예 응하지 않는 것으로 나와 있다.
현재 파악된 가해자로는 관련된 이전 체육팀 감독, 안주현, 장윤정 선수 등으로 총 4명이다. 현재 경주시청에서 징계 절차에 착수된 상태이다.
자살 전 최숙현은 지난 2020년 2월 경주경찰서에 소속팀 지도자 등 4명을 폭행 혐의로 고소한 바 있다.
그 결과 최숙현을 죽이게 한 팀닥터 안주현이 징역 8년형을 선고받은 것으로 보인다.

## 사건 이후
최숙현과 관련된 법률이 국회에서 제정되었다. 제정되는 이유는 폭행, 폭력 등의 부작용을 막기 위해 계약서, 서약서 등이 표기 체계의 하위 내용까지 적용되는 것을 기초로 구성되어 있다.

## 같이 보기
- 기무라 하나
- 고유민